# Distretto di Kibaale
Il distretto di Kibaale è un distretto dell'Uganda, situato nella Regione occidentale.